# Pieve di Santa Maria (Villa a Sesta)
La pieve di Santa Maria è un edificio religioso situato a Villa a Sesta nel comune di Castelnuovo Berardenga.

## Storia e descrizione
Nota fin dal IX secolo, si presenta secondo la riedificazione neoclassica ottocentesca, con una facciata tripartita da lesene sorreggenti un timpano con trabeazione; ai lati sono due nicchie con statue dei Santi Caterina e Bernardino da Siena.
Il semplice portale centrale immette in un interno voltato a vela, dove si trovano due notevoli sculture: una Madonna col Bambino lignea di Jacopo della Quercia, recentemente liberata dalla policromia ottocentesca, e una figura femminile in terracotta policroma identificabile in Santa Caterina d'Alessandria, riferibile alla bottega del senese Carlo di Andrea Galletti. Nella parete sinistra, una tela della fine del XVII-inizio del XVIII secolo con Santa Caterina da Siena che adora il Crocifisso.